# Voljevci
Voljevci (em cirílico: Вољевци) é uma vila da Sérvia localizada no município de Mali Zvornik, pertencente ao distrito de Mačva, na região de Podrinje. A sua população era de 637 habitantes segundo o censo de 2011.

## Demografia
| 1948 | 1953 | 1961 | 1971 | 1981 | 1991 | 2002 | 2011 |
| ---- | ---- | ---- | ---- | ---- | ---- | ---- | ---- |
| 677  | 739  | 763  | 730  | 847  | 780  | 719  | 637  |